# Болеслав III Кривоустый
Болеслав III Кривоустый (пол. Bolesław III Krzywousty; 20 августа 1086, Краков — 28 октября 1138, Сохачев) — князь Польши (c 1102 года), представитель династии Пястов.
Болеслав III был вторым сыном князя Владислава I Германа и Юдиты Чешской, дочери Вратислава II, короля Чехии.

## Борьба за престол
После смерти Владислава I Германа развернулась длительная борьба за власть в Польше между его двумя сыновьями — Збигневом и Болеславом III. В этой борьбе Болеслав опирался на часть крупной польской аристократии, высшее духовенство и мелкое рыцарство, а также на союз с Киевской Русью и Венгрией. Збигнев, в свою очередь, рассчитывал на помощь императора Священной Римской империи, князя Чехии и князей Западного Поморья. В 1106 году Збигнев был разбит Болеславом и бежал в Поморье. В результате победа осталась за Болеславом III, который к 1108 году установил свою власть во всех польских землях. Однако Збигнев обратился за помощью к императору, и в 1109 году в Польшу вторглась десятитысячная армия Генриха V. Болеславу III удалось разбить немецкие войска в Глогувской битве и снять осаду с Вроцлава. Чешская армия также была вытеснена из страны. Вскоре Болеслав III сумел примириться с Священной Римской империей и Чехией, а своего старшего брата он ослепил в 1112 году.

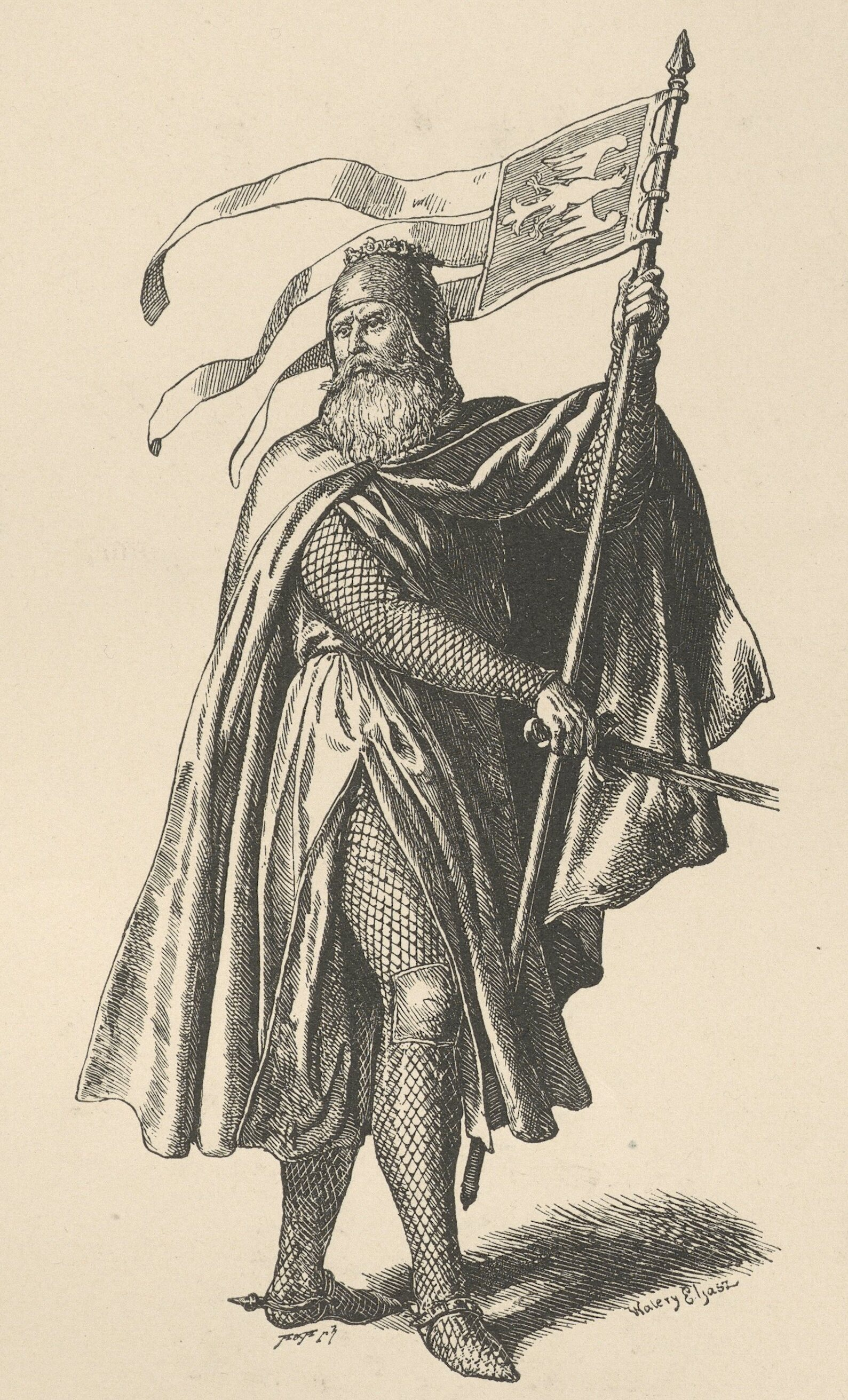
Польский король Болеслав III

## Подчинение Поморья
Прекращение конфликтов с империей позволило Болеславу III заняться подчинением Поморья, власть польских князей над которым уже на протяжении века оставалась чисто номинальной. 
Уже в 1108 году Болеслав Кривоустый осаждает крепость поморян Велун. Обороняющиеся сражались упорно, но доведённые осадой до крайности, под обещание сохранить им жизни, подкреплённое переданной им перчаткой Болеслава, решили сложить оружие. Поляки обещание не сдержали и перебили всех сдавшихся. На покоренных огнём и мечом землях наставлялась польская администрация. В 1113 году войска Болеслава захватили поморскую крепость Накло и восстановили княжескую власть в области вдоль течения реки Нотець. Следующий этап борьбы за подчинение Поморья пришелся на 1115–1119 годы, когда польские войска захватили Гданьск и подчинили Восточное Поморье.
Основная борьба, однако, развернулась за Западное Поморье (Померанию), одну из наиболее развитых польских земель с богатыми и автономными городами (Щецин, Волин, Колобжег) и сильным немецким влиянием. В 1121 году польские войска захватили Щецин, а в 1123 году оккупировали остров Рюген. Западнопоморские князья признали сюзеренитет Польши. С целью усиления центральной власти Болеслав III начал активную христианизацию поморских земель. При помощи бамбергского епископа Оттона он обратил в 1124–1125 годах в христианство язычников, которые все еще составляли большую часть населения Поморья. В 1124 году было учреждено Поморское епископство в Волине (позднее перенесено в Камень-Поморский).
Однако польскому влиянию в Поморье угрожали набирающие силу немецкие княжества северо-восточной части Священной Римской империи: Бранденбург, Саксония, Майсен, а также Магдебургское архиепископство. В 1127 году под их давлением князь Западного Поморья Вартислав признал сюзеренитет императора и выступил против Польши. В ответ Болеслав III объединился с Данией и в 1129 году польско-датские войска вторглись на территорию Западного Поморья и быстро подчинили княжество. Вартислав бежал из страны, земли за Одером и Рюген отошли к Дании, восточная часть княжества — к Польше. Но полностью восстановить польскую власть над Западным Поморьем не удалось: Болеслав III был отвлечен событиями в Киевской Руси и Венгрии, а в результате в 1135 году на имперском съезде в Мерзебурге Болеслав III, хотя и был признан сюзереном Западного Поморья, но в свою очередь принес оммаж императору за этот свой лен.

## Участие в междоусобицах в Киевской Руси и Венгрии
Будучи женатым на дочери Святополка Изяславича, великого князя Киевского, Болеслав III неоднократно вмешивался в усобицы русских князей и воевал с Владимиром Мономахом, впрочем без особого успеха. По его приказу воевода Пётр Власт пленил перемышльского князя Володаря, за которого родственникам пришлось выплатить огромный выкуп. Причем в 1120 году Владимир Мономах оказал военную помощь польскому королю в борьбе с немецким влиянием.
Неудачно также окончилось вмешательство Болеслава во внутренние конфликты в Венгрии. Польский князь поддержал претензии герцога Бориса Коломановича против короля Белы II Слепого. В 1132 году польские войска и отряды сторонников Бориса были разгромлены Белой II в сражении на реке Шайо. Одновременно в Силезию вторглись чешские войска, союзные венгерскому королю. Болеслав III был вынужден в 1135 году признать Белу II королём Венгрии.

## Статут Болеслава Кривоустого

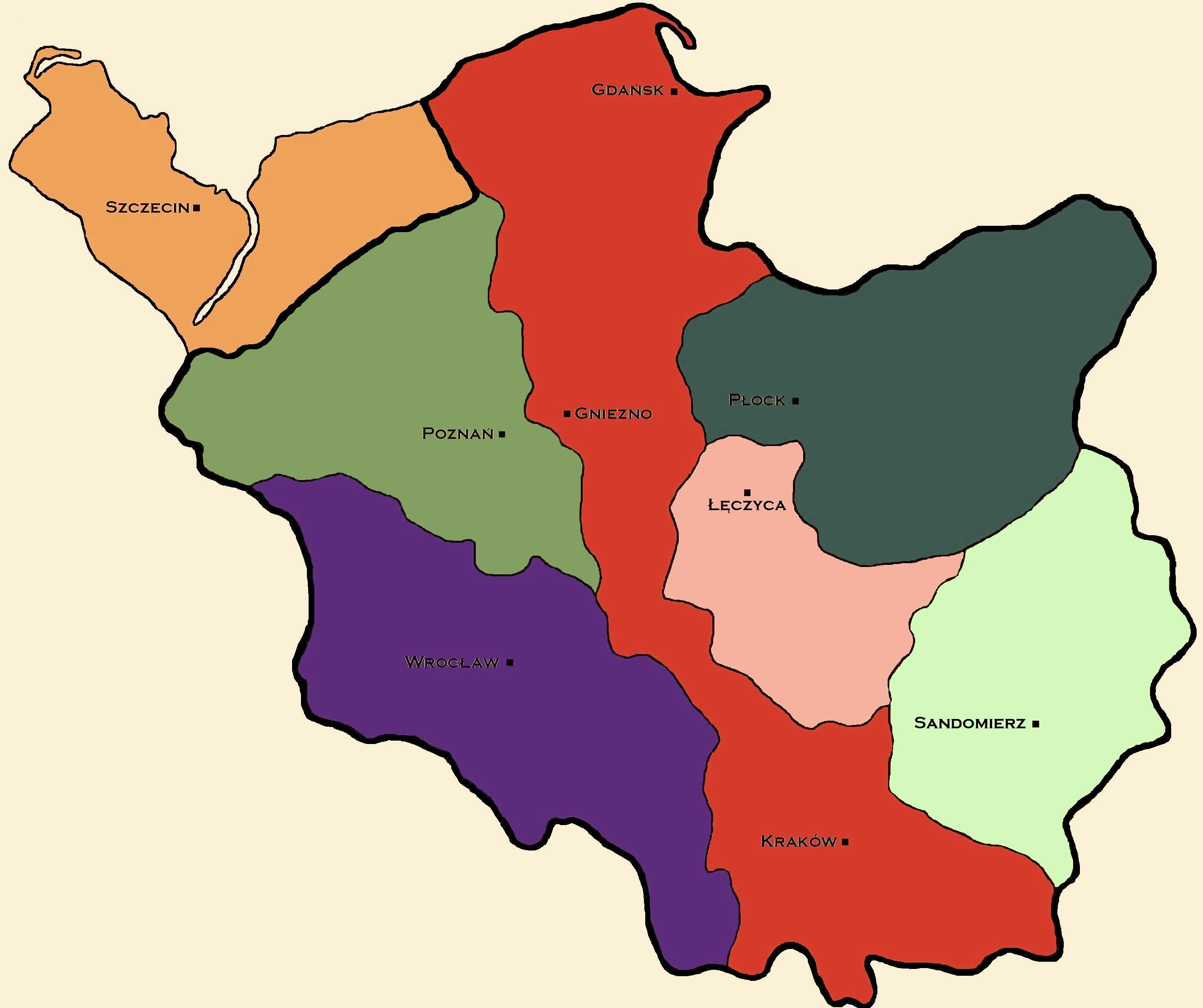
Раздел Польского государства в 1138 году
Сеньориальный удел
Лен, контролируемый принцепсом
Удел Владислава II
Удел Болеслава IV
Удел Мешка III
Удел Генриха Сандомирского
Вдовья доля Саломеи фон Берг

После смерти Болеслава в 1138 году вступил в силу Статут Болеслава Кривоустого. В соответствии с ним Польское государство подлежало разделу между сыновьями Болеслава III:
1. Владислав получил Силезию и Любушскую землю[21] (вероятно уже в 1124–1125 годах после бракосочетания с Агнессой фон Бабенберг[22]). Как старший наследник получил титул князя-принцепса.
2. Болеслав получил Мазовию с Плоцком и восточную Куявию,
3. Мешко – большую часть Великой Польши с Познанью[23].

Генрих, вероятно, получил свой удел – Сандомирскую землю с Сандомиром и Люблинскую землю с Люблином до Буга – в 1146 году. Саломея, вдова Болеслава, получила так называемую вдовью долю – Ленчицкую землю с Серадзем и Ленчицей. После её смерти эти земли должны были быть включены в сеньориальный удел, который передавался старшему князю из рода Пястов. Казимир, младший сын Болеслава, не был включен в завещание, так как родился после смерти своего отца или незадолго до неё. Западная Померания, как лен, подчинялась принцепсу.
Таким образом, формировалась система принципата–сеньората: Польша дробилась на отдельные княжества, номинально подчиняющиеся старшему в роде князю, который получал титул великого князя Краковского и в дополнение к своим наследственным землям – центральный удел. Великий князь Краковский должен был отвечать за внешнюю политику польских земель, заниматься организацией обороны страны и церковными вопросами. Фактически Статут Болеслава Кривоустого более, чем на 200 лет, закрепил в Польше феодальную раздробленность и повлек потерю таких польских территорий, как Силезия и Поморье.

## Семья

### Жёны
Болеслав был женат дважды (раньше ошибочно считалось, что трижды).
1. Сбыслава (1085/1090–1114[28]) из династии Рюриковичей, дочь Святополка Изяславича. Брак состоялся, вероятно, в 1103 году[29][30]. Болеслав рассчитывал на военную помощь Святополка в борьбе против своего брата Збигнева, а Святополк – на помощь в обороне границ своего княжества от набегов Теребовльских князей. До смерти Сбыславы между Болеславом и Святополком складывались дружественные политические отношения[31].
2. Саломея фон Берг (1093/1101–27 июля 1144), дочь Генриха фон Берг-Шельклингена, графа Берга. Бракосочетание состоялось, вероятно, в январе или феврале 1115 года[32] по случаю подписания мира между Польшей и Чехией[33].

### Дети от брака со Сбыславой
1. Владислав II Изгнанник (1105–30 мая 1159), князь-принцепс с титулом князя Краковского (1139–1146), князь сандомирский, князь Силезии, восточной Великой Польши, Куявии, Восточного Поморья, сюзерен Западного Поморья (1138–1146)[26][34][35].
2. Дочь NN[36] (не позднее 1112–после 1124) в 1124 году отдана замуж за Всеволода Давыдовича Муромского, о жене которого известно лишь то, что она была родом из Польши. По другим источникам - её отцом был палатин Скарбимир, из рода Авданьцев[37].

Ранее полагалось, что Сбыслава родила Болеславу троих детей. Помимо Владислава и дочери, которой имя неизвестно, был ещё один сын Станислав, рождённый ок. 1107/1108 года, и умерший в юношеском возрасте.

### Дети от брака с Саломеей
1. Лешек (1115/1116–26 августа до 1131), вероятно, умер ещё в детстве[39][40].
2. Рыкса (1116–после 25 декабря 1155) в 1129 году отдана замуж за датского герцога Магнуса Сильного (будущего шведского конунга). После его смерти в 1134 году вернулась в Польшу, после чего была выдана замуж за Новгородского князя Владимира Всеволодовича (или Минского князя Володаря Глебовича[41]). После 1143 года замужем за Сверкером I Старшим, конунгом Швеции[42][43].
3. Дочь NN (1117/1122–после 1132[44][45]) была невестой или женой[46] Конрада фон Плёцкау, маркграфа Северной марки[44].
4. Казимир, называемый в историографии Старшим (1117/1122–19 октября 1131) умер в возрасте 9 лет[42][47][48].
5. Болеслав IV Кудрявый[49] (1121/1122–5 января 1173), князь Мазовии и Куявии (1138–1146), князь Краковский, Гнезненский, Калишский (1146–1173) и Сандомирский (1166–1173)[50]. В возрасте 12 лет сочетался браком с Верхуславой Всеволодовной[51][52].
6. Мешко III Старый (1122/1125–13/14 марта 1202), князь Великой Польши (1138–1202), князь Краковский (1173–1177, 1190, 1199–1202), Калишский (1173–1202), сюзерен Восточного Поморья (1173–1202), князь Куявский (1195–1198)[53]. Не позднее 1140 года женился на Эржебет-Гертруде Венгерской, дочери Белы II Слепого[51].
7. Гертруда (1126/1135–7 мая 1160), монахиня в монастыре Цвифальтена[54].
8. Генрих (ок. 1130[55]–18 октября 1166), князь Сандомирский (1146–1166)[56], при жизни отца не играл важную политическую роль, погиб в 1166 году в битве с пруссами, не оставив потомства[51].
9. Добронега-Людгарда (1128/1135–после 1160), после смерти Болеслава выдана матерью замуж ок. 1141/1142 года[57] за Дитриха, маркграфа Нижне-Лужицкого[58], который вскоре с ней развёлся[51].
10. Юдита (1133–8 июля 1171/1175) первоначально должна была в 1136 году стать женой Гезы II, но брак не состоялся. В 1148 году вышла за Оттона I, маркграфа Бранденбурга[59][60].
11. Агнешка (1137–после 1182) ок. 1140/1141 года должна была стать женой одного из сыновей Всеволода Ольговича (брак предусматривался как гарантия союза детей Саломеи с русскими князьями против князя-принцепса Владислава II Изгнанника)[59], с 1149/1151 года замужем за Мстиславом II Изяславичем, князем Волынским и великим князем Киевским[61][62].
12. Казимир II Справедливый (1138–5 мая 1194), князь Вислицкий (1166–1173), Сандомирский (1173–1194) Краковский (1177–1194), Мазовецкий и Куявский (1186–1194)[63]. Считался ребёнком, родившимся после смерти отца[59].

Болеславу и Саломее приписывались ещё две дочери: Аделаида и София. Современная наука это отрицает. Аделаида (ок. 1114–25 марта не позднее 1132) была женой Адальберта Благочестивого, сына Леопольда III, маркграфа Австрии. София (?–10 октября 1136), вероятно, была матерью Матфея, епископа Кракова.